# Estádio Doutor Jayme Cintra
O Estádio Doutor Jayme Pinheiro de Ulhôa Cintra, conhecido como Estádio Jayme Cintra, é um estádio de futebol brasileiro, localizado na cidade de Jundiaí, de propriedade do Paulista Futebol Clube, para seus jogos de futebol. Fica localizado na Praça Doutor Salim Gebran, 1. Atualmente, a capacidade do estádio é de 13 mil pessoas.

## Jayme Cintra

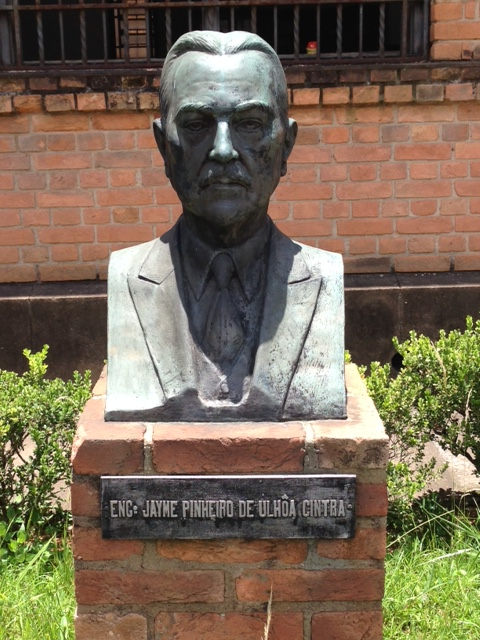
Busto do Dr. Jayme Pinheiro de Ulhôa Cintra localizado no Complexo Fepasa em Jundiaí

O nome do estádio é oriundo de um ex-presidente da antiga e extinta Companhia Paulista de Estradas de Ferro, cujos funcionários fundaram o clube em 1909.
Jayme Pinheiro de Ulhôa Cintra nasceu no dia 1º de maio de 1886, na cidade de Campinas. Formou-se engenheiro civil em 1907 pela Escola Politécnica, atualmente da Universidade de São Paulo, como primeiro aluno da turma, situação única que lhe garantiu colocação na Companhia Paulista de Estradas de Ferro, como engenheiro praticante, em 1908.
Exerceu o cargo de presidente da Companhia de 1º de janeiro de 1950 a 1º de junho de 1961. Faleceu em 1º de junho de 1962.
Foi um dos principais responsáveis pela construção e iluminação do estádio.

## História
Foi inaugurado em 30 de maio de 1957, com um amistoso entre Paulista e Palmeiras, no qual o Paulista venceu por 3 a 1. O primeiro gol do estádio foi marcado pelo atacante Belmiro, do time da casa.
O maior público registrado no estádio foi em 1969, quando o Santos de Pelé venceu o Galo de Jundiaí por 2 a 1, sob o olhar de mais de 22 mil torcedores.
O estádio foi palco de momentos históricos da história do Paulista, como a primeira partida da final da Copa do Brasil de 2005 e jogos da Libertadores do ano seguinte.
O espaço foi à venda pública por três vezes, entre 2017 e 2021, por conta de dívidas do clube proprietário com o Instituto Nacional do Seguro Social (INSS).

### Os 10 maiores públicos
| Nº | Público | Mandante | Placar | Visitante       | Data                    | Campeonato                                                                   |
| -- | ------- | -------- | ------ | --------------- | ----------------------- | ---------------------------------------------------------------------------- |
| 1  | 24 552  | Paulista | 1–1    | Corinthians     | 01 de junho de 1985     | Campeonato Paulista da Divisão Especial – Primeira Fase, 6ª rodada, 1º Turno |
| 2  | 24 208  | Paulista | 0–2    | Corinthians     | 04 de fevereiro de 1979 | Campeonato Paulista da Divisão Especial – Primeira Fase, 9ª rodada, 2º Turno |
| 3  | 22 540  | Paulista | 1–2    | Santos          | 02 de março de 1969     | Campeonato Paulista da Divisão Especial – Primeira Fase, 6ª rodada           |
| 4  | 19 608  | Paulista | 0–3    | Palmeiras       | 30 de março de 1975     | Campeonato Paulista da Divisão Especial – Primeira Fase, 5ª rodada           |
| 5  | 18 942  | Paulista | 0–0    | Corinthians     | 16 de março de 1975     | Campeonato Paulista da Divisão Especial – Primeira Fase, 3ª rodada           |
| 6  | 18 899  | Paulista | 0–2    | São Paulo       | 01 de maio de 1986      | Campeonato Paulista da Primeira Divisão – Primeira Fase, 16ª rodada          |
| 7  | 18 710  | Paulista | 1–0    | EC São Bernardo | 11 de novembro de 1984  | Campeonato Paulista da Divisão Intermediária – Fase Semifinal, Jogo de Volta |
| 8  | 18 650  | Paulista | 0–1    | Palmeiras       | 29 de maio de 1977      | Campeonato Paulista da Divisão Especial – Primeira Fase, 2ª rodada, 2º Turno |
| 9  | 18 551  | Paulista | 3–1    | Palmeiras       | 30 de março de 1986     | Campeonato Paulista da Primeira Divisão – Primeira Fase, 9ª rodada           |
| 10 | 18 235  | Paulista | 2–0    | EC São Bernardo | 09 de outubro de 1983   | Campeonato Paulista da Segunda Divisão – Fase Semifinal, 6ª rodada           |

## Parceria com o Palmeiras e reforma do gramado
Em janeiro de 2023, o Paulista surpreendeu ao iniciar a retirada do gramado do Estádio Dr. Jayme Cintra. Após algumas semanas, o clube divulgou a assinatura de um contrato com a Sociedade Esportiva Palmeiras, a qual bancaria a troca do gramado em troca de dois anos de jogos da equipe feminina alviverde no estádio. A reforma foi finalizada em maio de 2023 e o primeiro jogo foi em 14 de maio, com a vitória do Amparo sobre o Galo por 1 a 0. 